# Filmografia Amandy Lear

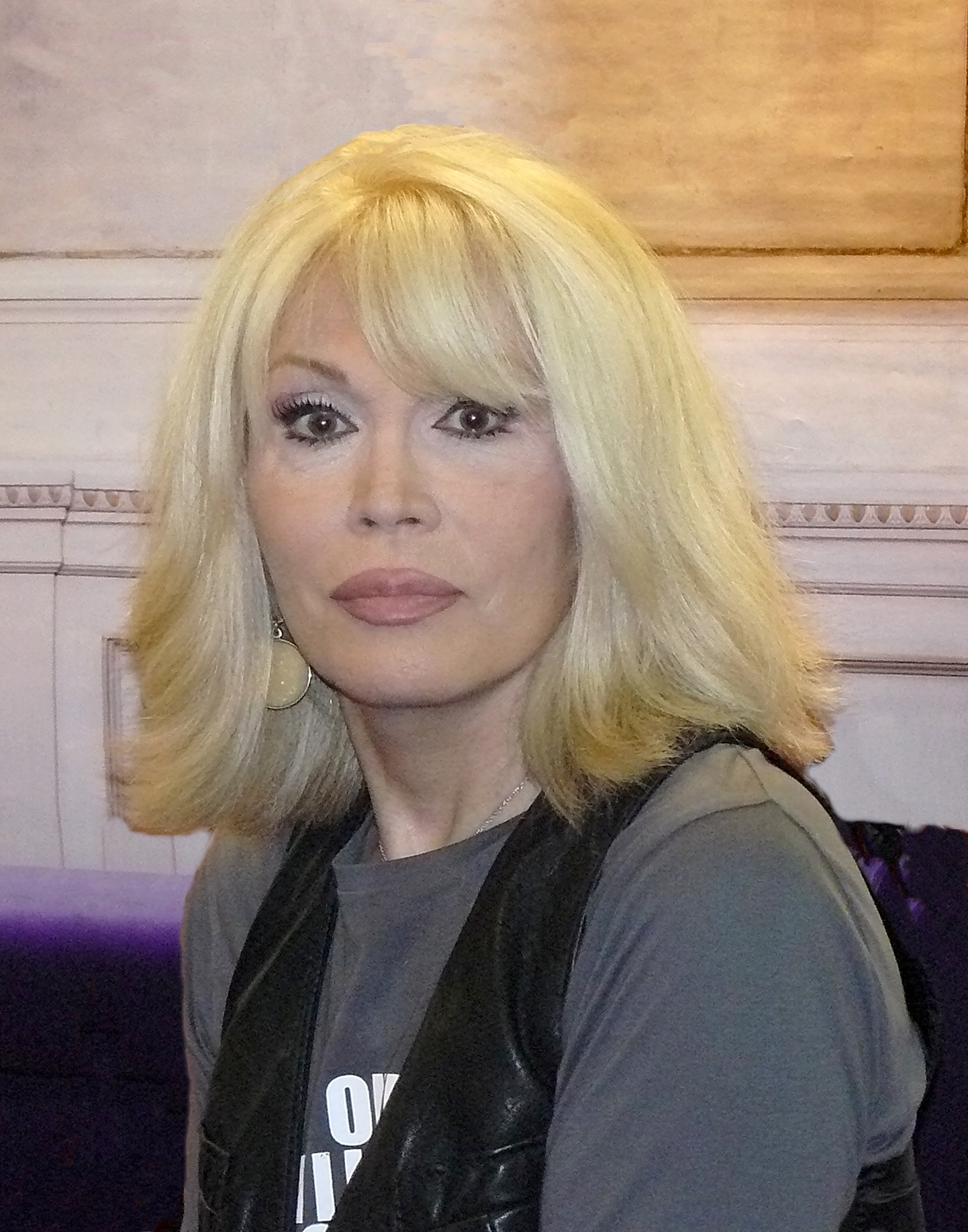
Amanda Lear w 2010 roku

Amanda Lear – francuska piosenkarka, autorka tekstów, malarka, prezenterka telewizyjna, aktorka, była modelka i pisarka. Swą karierę rozpoczęła jako modelka w latach 60. Wtedy też poznała hiszpańskiego malarza Salvadora Dalí, którego przyjaciółką i muzą była przez następne ponad 15 lat. Szczyt popularności osiągnęła jako piosenkarka disco pod koniec lat 70. dzięki przebojom takim jak m.in. „Blood and Honey”, „Tomorrow”, „Queen of Chinatown”, „Follow Me”, „Enigma (Give a Bit of Mmh to Me)”, „The Sphinx” i „Fashion Pack”. W latach 80. stała się jedną z najpopularniejszych osobowości telewizyjnych we Włoszech dzięki wsparciu magnata mediowego i przyszłego premiera Silvio Berlusconiego. Prowadziła program rozrywkowy Premiatissima w nowo powstałej stacji Canale 5, następnie W le donne, we Francji zaadaptowane jako Cherchez la femme, a później talk show Ars Amanda dla Włoskiej telewizji publicznej RAI. Od lat 90. kontynuuje jednocześnie działalność muzyczną, telewizyjną, aktorską i malarską. Choć wydawane przez nią regularnie albumy muzyczne nie spotykały się już z sukcesem komercyjnym, Lear nadal cieszyła się dobrze ugruntowaną pozycją w telewizji, prowadząc popularne programy głównie we Włoszech i Francji, m.in. Il brutto anatroccolo i Cocktail d’amore. Lear pojawiła się też w licznych serialach telewizyjnych oraz produkcjach filmowych i nagrała dubbing do kilku popularnych filmów animowanych.

## Programy telewizyjne
| Rok       | Tytuł                                      | Kanał                          | Informacje                                                                              |
| --------- | ------------------------------------------ | ------------------------------ | --------------------------------------------------------------------------------------- |
| 1973      | The 1980 Floor Show                        | NBC (USA)                      | Program muzyczny Davida Bowie, w którym Lear wystąpiła gościnnie.                       |
| 1978      | Stryx                                      | Rai 2 (Włochy)                 | Program rozrywkowy, w którym Lear wykonywała piosenkę w każdym odcinku.                 |
| 1980      | Mostra internazionale di musica leggera    | Rai 1 (Włochy)                 |                                                                                         |
| 1981      | Supersonica                                | Telemontecarlo (Monako/Włochy) |                                                                                         |
| 1981–1982 | Grey Street                                | Telemontecarlo (Monako/Włochy) |                                                                                         |
| 1982–1984 | Premiatissima                              | Canale 5 (Włochy)              | Program rozrywkowy, w którym Lear wykonywała także swoje utwory.                        |
| 1983      | Ma chi è Amanda?                           | Canale 5 (Włochy)              | Show składające się głównie z teledysków nagranych wcześniej do programu Premiatissima. |
| 1984–1986 | W le donne                                 | Canale 5 (Włochy)              |                                                                                         |
| 1985      | Miss Italia                                | Canale 5 (Włochy)              |                                                                                         |
| 1986      | Cherchez la femme                          | La Cinq (Francja)              | Francuska wersja programu W le donne.                                                   |
| 1989      | Ars Amanda                                 | Rai 3 (Włochy)                 | Talk-show, w którym wywiady z gośćmi Amanda przeprowadzała w łóżku.                     |
| 1991–1992 | Buonasera                                  | Rete 4 (Włochy)                |                                                                                         |
| 1992–2014 | Les Grosses Têtes                          | TF1 (Francja)                  |                                                                                         |
| 1993–1994 | Méfiez-vous des blondes                    | TF1 (Francja)                  |                                                                                         |
| 1995–1996 | Peep!                                      | RTL 2 (Niemcy)                 | Program erotyczny.                                                                      |
| 1996      | La notte dei teleratti                     | Rai 3 (Włochy)                 |                                                                                         |
| 1998–2000 | Il brutto anatroccolo                      | Italia 1 (Włochy)              | Włoska wersja anglojęzycznego programu Change Your Life Forever.                        |
| 1998–1999 | Ciao Darwin                                | Canale 5 (Włochy)              |                                                                                         |
| 2002–2003 | Cocktail d’amore                           | Rai 2 (Włochy)                 | Talk-show poświęcone muzyce lat osiemdziesiątych.                                       |
| 2002      | Tendance                                   | Match TV (Francja)             |                                                                                         |
| 2004      | La talpa (tylko 1. odcinek)                | Rai 2 (Włochy)                 | Włoska edycja belgijskiego programu De Mol (Agent).                                     |
| 2005–2007 | Ballando con le stelle (sezon 1., 2. i 3.) | Rai 2 (Włochy)                 | Włoska edycja formatu Dancing with the Stars, gdzie Amanda członkiem jury.              |
| 2008      | La folle histoire du disco                 | France 3 (Francja)             | Muzyczny program poświęcony muzyce disco.                                               |
| 2008      | The Singing Office                         | SKY Vivo (Włochy)              | Amanda była w programie członkiem jury.                                                 |
| 2008      | Sfida tra sexy star a Hollywood            | E! (Włochy)                    | Włoska wersja show Battle of the Hollywood Hotties.                                     |
| 2008      | Summer of the 70s                          | Arte (Francja/Niemcy)          | Program poświęcony tematyce lat siedemdziesiątych.                                      |
| 2011      | Ciak... si canta! (sezon 3.)               | Rai 1 (Włochy)                 |                                                                                         |
| 2014–2015 | Si può fare!                               | Rai 1 (Włochy)                 |                                                                                         |
| 2018      | Voulez-vous coucher avec moi?              | Cielo (Włochy)                 | Program poświęcony wątkom erotycznym włoskiego kina.                                    |
| 2019      | Sanremo Young                              | Rai 1 (Włochy)                 |                                                                                         |
| 2023      | Drag Race France (sezon 2.)                | France.tv Slash (Francja)      | Udział jako członkini jury.                                                             |

## Seriale
| Rok  | Tytuł                                                 | Kanał               | Rola           |
| ---- | ----------------------------------------------------- | ------------------- | -------------- |
| 1969 | Der Kommissar (odcinek pt. „Keiner hörte den Schuß”)  | ZDF (Niemcy)        | modelka        |
| 1988 | Marc et Sophie                                        | TF1 (Francja)       | astrolog       |
| 1989 | Maguy                                                 | Antenne 2 (Francja) |                |
| 1992 | Piazza di Spagna (3 odcinki)                          | Canale 5 (Włochy)   | ona sama       |
| 1996 | L'@mour est à réinventer (Love Reinvented)            | Arte (Francja)      | sąsiadka       |
| 1998 | Les Années bleues (odcinek pt. „Chatoune”)            | TF1 (Francja)       | Mathilde       |
| 2000 | Blague à part                                         | Canal+ (Francja)    | ona sama       |
| 2001 | Un gars, une fille                                    | France 2 (Francja)  | ona sama       |
| 2004 | Sous le soleil (odcinek pt. „Telle mère tel fils”)    | TF1 (Francja)       | Sonia Rio      |
| 2008 | Avocats et Associés                                   | France 2 (Francja)  | ona sama       |
| 2008 | Un posto al sole                                      | Rai 3 (Włochy)      | Śmierć         |
| 2012 | Scènes de ménages                                     | M6 (Francja)        | Ciotka Mariona |
| 2014 | Nos chers voisins                                     | TF1 (Francja)       | Armella        |
| 2021 | Camping Paradis (odcinek pt. „Les Bikers au camping”) | TF1 (Francja)       | Marie-Hélène   |
| 2023 | Hashtag Boomer                                        | OCS (Francja)       | ona sama       |
| 2023 | Escort Boys                                           | Prime Video         |                |

## Filmy
| Rok  | Tytuł                                                               | Rola             | Reżyseria                          |
| ---- | ------------------------------------------------------------------- | ---------------- | ---------------------------------- |
| 1968 | Ne jouez pas avec les Martiens                                      |                  | Henri Lanoë                        |
| 1978 | Follie di notte                                                     | ona sama         | Joe D’Amato                        |
| 1978 | Zio Adolfo, in arte Führer                                          | piosenkarka      | Franco Castellano, Giuseppe Moccia |
| 1985 | Grottenolm                                                          | Ludmilla Nerovna | Rainer Kirberg                     |
| 1993 | Une Femme pour moi (film telewizyjny)                               | Françoise        | Arnaud Sélignac                    |
| 1998 | Bimboland                                                           | Gina             | Ariel Zeitoun                      |
| 2002 | Le Défi (Dance Challenge)                                           | Birgit           | Blanca Li                          |
| 2005 | Gigolo (krótkometrażowy)                                            |                  | Bastian Schweitzer                 |
| 2006 | Starfuckers                                                         | ona sama         | Julien War, Amaury Dupas           |
| 2007 | Un amour de fantôme (film telewizyjny)                              | Elizabeth        | Arnaud Sélignac                    |
| 2007 | Oliviero Rising                                                     | Antonietta       | Riki Roseo                         |
| 2008 | Encore une nuit de merde dans cette ville pourrie (krótkometrażowy) | barmanka         | Edouard Rose                       |
| 2008 | Bloody Flowers                                                      | Madame Charlotte | Richard J. Thomson                 |
| 2008 | 8th Wonderland                                                      | dziennikarka     | Nicolas Alberny, Jean Mach         |
| 2009 | Panique au ministère (film telewizyjny)                             | Cécile           | Arnaud Emery                       |
| 2011 | Le Grand Restaurant II (film telewizyjny)                           | Agathe           | Gérard Pullicino                   |
| 2012 | Nom de code: Rose (film telewizyjny)                                | Manoue           | Arnauld Mercadier                  |
| 2013 | Jodorowsky's Dune                                                   | ona sama         | Frank Pavich                       |
| 2017 | Metti una notte                                                     | Lulù             | Cosimo Messeri                     |
| 2020 | Si muore solo da vivi                                               | Giusy Ganaglia   | Alberto Rizzi                      |
| 2020 | Miss                                                                | Marraine         | Ruben Alves                        |
| 2022 | Queen Lear (film telewizyjny)                                       | ona sama         | Gero von Boehm                     |
| 2023 | Maison de retraite 2                                                | Barbie           | Claude Zidi Jr.                    |

## Dubbing
| Rok  | Tytuł                                       | Rola        | Reżyser(zy)                    |
| ---- | ------------------------------------------- | ----------- | ------------------------------ |
| 2004 | The Incredibles (wersja francuska i włoska) | Edna Mode   | Brad Bird                      |
| 2008 | Chasseurs de dragons (wersja francuska)     | Gildas      | Guillaume Ivernel, Arthur Qwak |
| 2009 | Lacoma                                      | Ryba        | Christopher Roth               |
| 2011 | Zookeeper (wersja francuska)                | Lwica Janet | Frank Coraci                   |
| 2018 | Incredibles 2 (wersja francuska i włoska)   | Edna Mode   | Brad Bird                      |